# Anaea cycloptera
Anaea cycloptera är en fjärilsart som beskrevs av Jose Francisco Zikán 1937. Anaea cycloptera ingår i släktet Anaea och familjen praktfjärilar. Inga underarter finns listade i Catalogue of Life.